# Segura de León
Segura de León je španělská obec situovaná v provincii Badajoz (autonomní společenství Extremadura).

## Poloha
Obec je vzdálena 13,3 km od města Fregenal de la Sierra, 108 km od Méridy a 113 km od města Badajoz. Patří do okresu Tentudía a soudního okresu Fregenal de la Sierra. Obcí prochází silnice EX-201.

## Historie
V roce 1834 se obec stává součástí soudního okresu Fregenal de la Sierra. V roce 1842 čítala obec 740 usedlostí a 2700 obyvatel.

## Odkazy

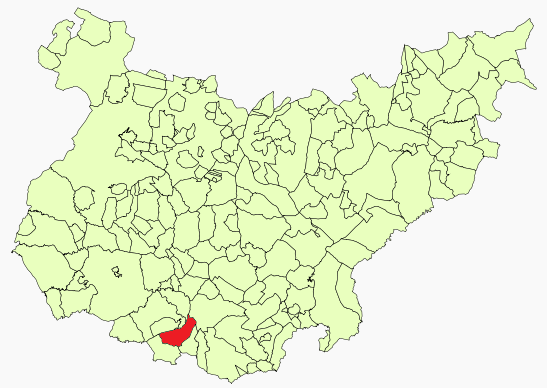
Poloha obce v provincii Badajoz

## Demografie
| Populace obce Segura de León z let (1842–2010) | Populace obce Segura de León z let (1842–2010) | Populace obce Segura de León z let (1842–2010) | Populace obce Segura de León z let (1842–2010) | Populace obce Segura de León z let (1842–2010) | Populace obce Segura de León z let (1842–2010) | Populace obce Segura de León z let (1842–2010) | Populace obce Segura de León z let (1842–2010) | Populace obce Segura de León z let (1842–2010) | Populace obce Segura de León z let (1842–2010) | Populace obce Segura de León z let (1842–2010) | Populace obce Segura de León z let (1842–2010) | Populace obce Segura de León z let (1842–2010) | Populace obce Segura de León z let (1842–2010) | Populace obce Segura de León z let (1842–2010) | Populace obce Segura de León z let (1842–2010) | Populace obce Segura de León z let (1842–2010) | Populace obce Segura de León z let (1842–2010) |
| ---------------------------------------------- | ---------------------------------------------- | ---------------------------------------------- | ---------------------------------------------- | ---------------------------------------------- | ---------------------------------------------- | ---------------------------------------------- | ---------------------------------------------- | ---------------------------------------------- | ---------------------------------------------- | ---------------------------------------------- | ---------------------------------------------- | ---------------------------------------------- | ---------------------------------------------- | ---------------------------------------------- | ---------------------------------------------- | ---------------------------------------------- | ---------------------------------------------- |
| 1842                                           | 1857                                           | 1860                                           | 1877                                           | 1887                                           | 1897                                           | 1900                                           | 1910                                           | 1920                                           | 1930                                           | 1940                                           | 1950                                           | 1960                                           | 1970                                           | 1981                                           | 1991                                           | 2001                                           | 2010                                           |
| 2 700                                          | 3 098                                          | 3 083                                          | 3 401                                          | 3 819                                          | 3 904                                          | 4 026                                          | 4 431                                          | 4 625                                          | 4 803                                          | 4 932                                          | 4 873                                          | 4 453                                          | 3 522                                          | 2 900                                          | 2 321                                          | 2 271                                          | 2 115                                          |